# Kaufmann Oszkár

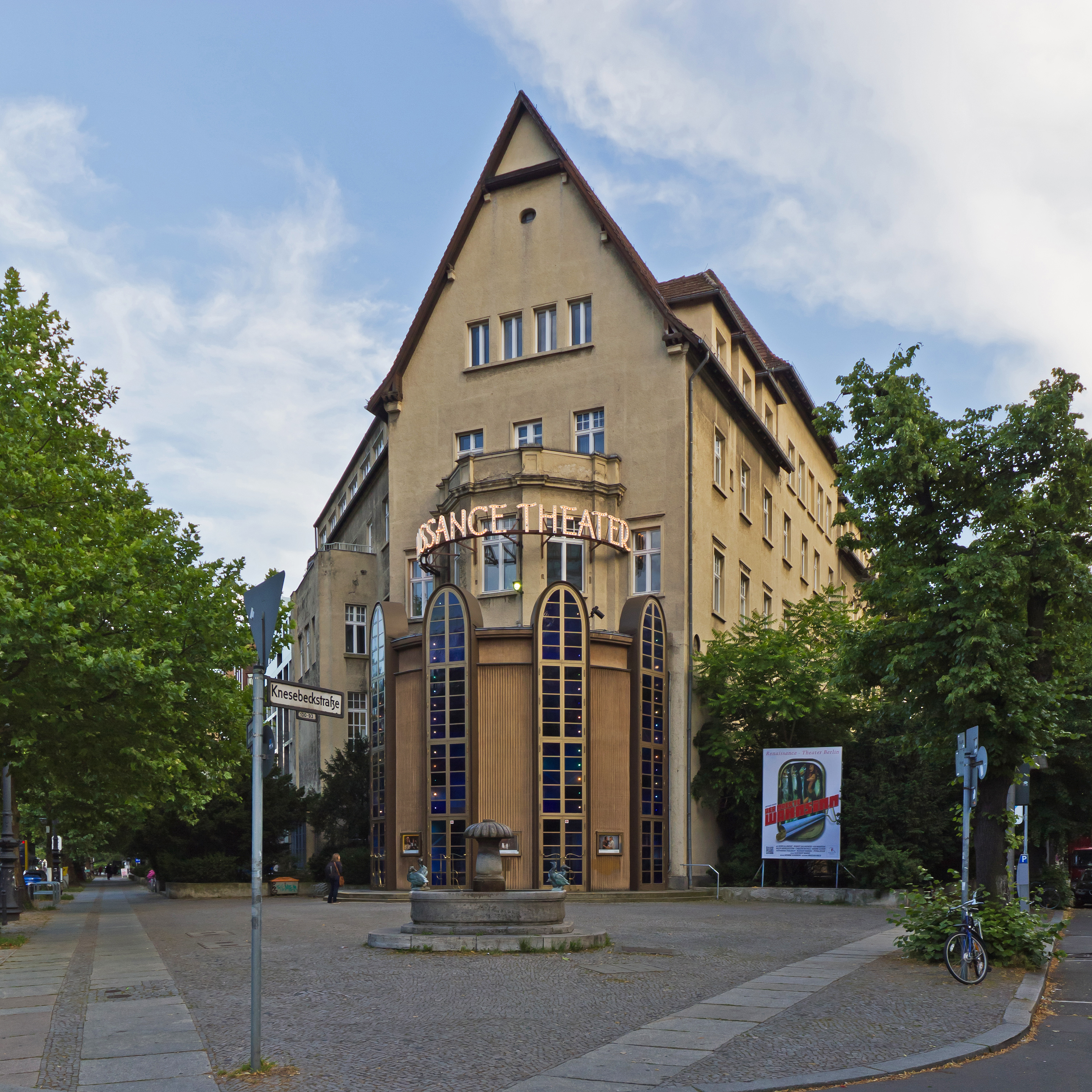
Renaissance-Theater, Berlin

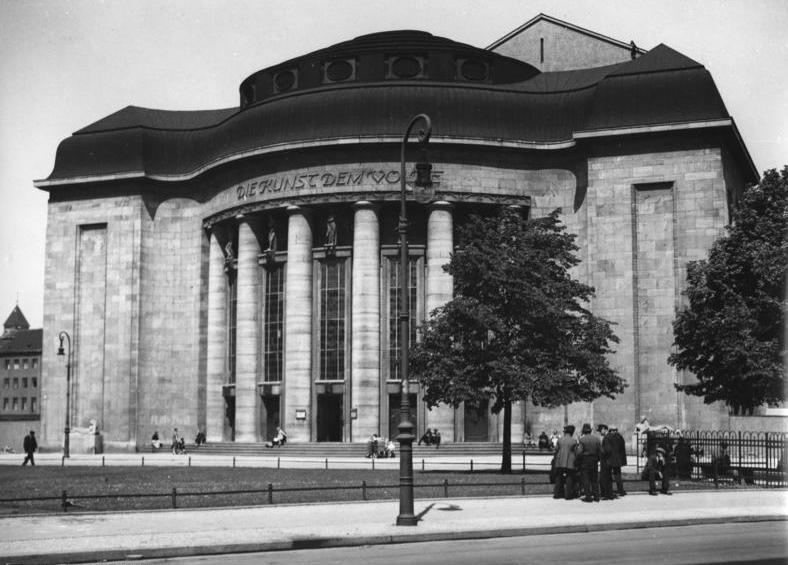
A Freie Volksbühne a Rosa-Luxemburg-Platz-on

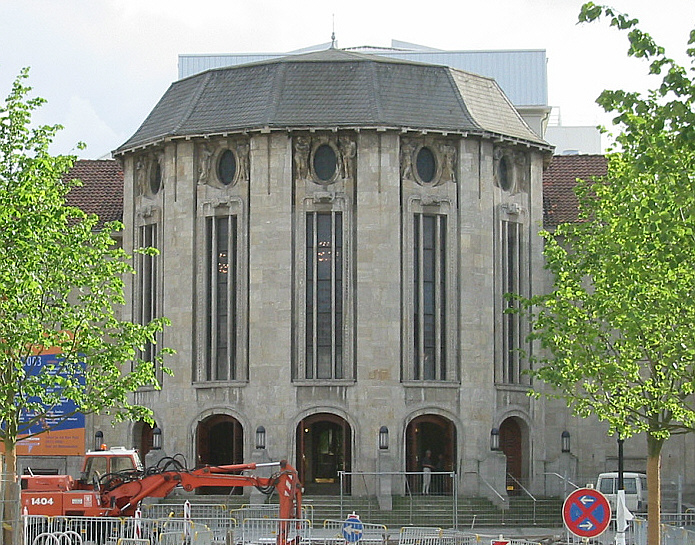
Bremerhaveni Városi Színház

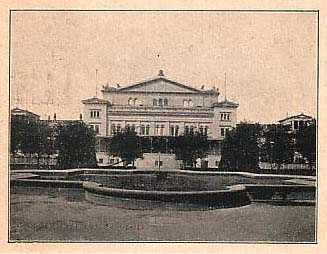
Krolloper, Berlin

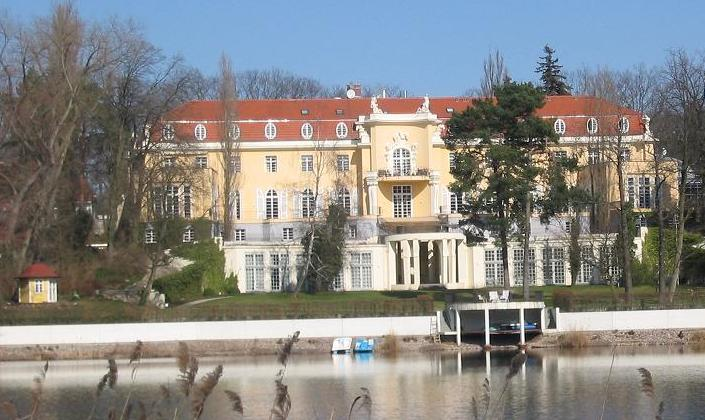
Villa Konschewski a Hundekehlesee-n

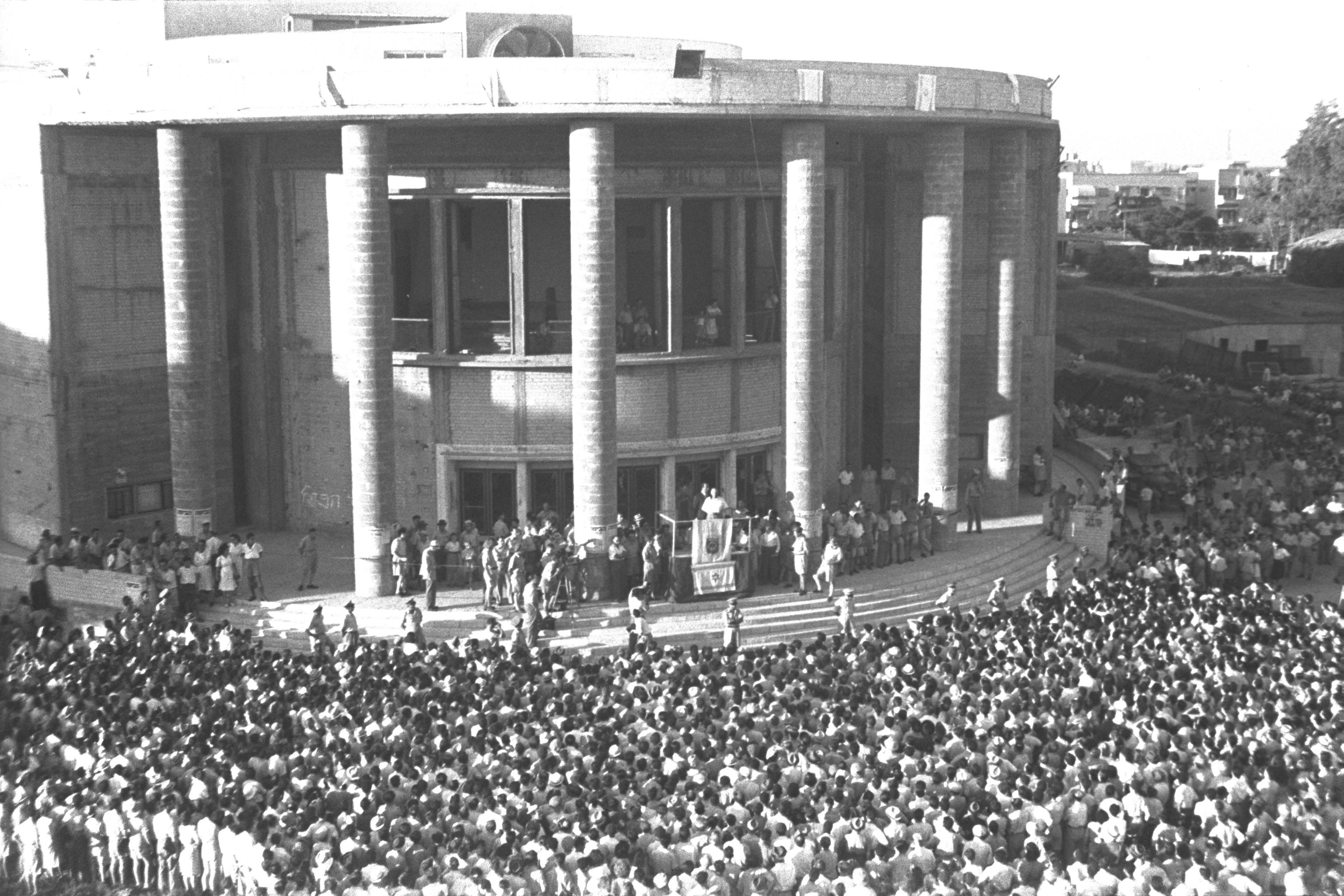
Habimah Színház, Tel-Aviv

Kaufmann Oszkár, külföldön Oskar Kaufmann (Újszentanna, 1873. február 2. – Budapest, 1956. szeptember 7.) építész. 1895 és 1933 között Németországban dolgozott. Nevéhez számos berlini színház és mozi tervezése fűződik. Utolsó munkája a budapesti Madách Színház tervezése volt.
Legismertebb művei: a Krolloper, a berlini Hebbel-Theater, a Freie Volksbühne és a berlini Renaissance-Theater, valamint a bremerhaveni Városi Színház, a bécsi Neue Stadttheater és a tel-avivi Habimah Színház.

## Élete

### Fiatalkora és tanulmányai
Kaufmann egy tehetős zsidó családban született Kaufmann Károly és Werner Adél (1852–1934) gyermekeként. Miután befejezte az aradi középiskolát, önként jelentkezett az aradi huszárokhoz, majd ezt követően a budapesti Műegyetemen kezdett építészetet tanulni. Szülei zenei pályára szánták, azonban szembeszegülve velük, 1895-ben elhagyta Magyarországot, hogy a karlsruhei Großherzogliche Technische Hochschulén folytassa építészeti tanulmányait. A szülei megvonták tőle az anyagi támogatást, így ez idő alatt zongorázással tartotta el magát. Ekkoriban került kapcsolatba a színházi világ számos ismert személyiségével. Köztük volt a karlsruhei udvari opera akkori zeneigazgatója, Felix Mottl osztrák zeneszerző, aki őszintén megbecsülte Kaufmannt zongoristaként. Ezek a kapcsolatok valószínűleg tartósan befolyásolták építészi fejlődését.
Karlsruhe-i építésztanárai között volt Josef Durm, Otto Warth, Carl Schäfer és Max Laeuger. 1899. december 14-én szerezte meg építészmérnöki diplomáját.
Karlsruhéban találkozott Emma Gönnerrel, Baden-Baden akkori polgármesterének, Rudolf Gönner lányával is, akit 1903-ban feleségül vett. Az apósa kérésére kikeresztelkedett.

### A berlini évek az első világháborúig
1901-től 1903-ig a neves színházépítész, Bernhard Sehring építészeti irodájában dolgozott, ahol részt vett a bielefeldi Városi Színház építésében, de saját stílusa ekkor még nem mutatkozott meg. Nagy hatást gyakoroltak rá Hermann Billings munkái, aki 1892 óta építészként dolgozott Karlsruhéban, bár személyesen nem találkozott az építésszel. Későbbi stílusát Alfred Messel munkái is formálták.

#### Az alapítási időszak
Miközben Sehringnél dolgozott, megalapította saját építészeti irodáját, amely 1908-ig Schönebergben, a Luitpoldstraße 20. szám alatt, majd Charlottenburgban a Neue Ansbacher Straße 9. szám alatt működött. 1905 és 1907 között kisebb projektekben vett részt, mint például egy kereskedelmi épület megtervezése a berlini Ritterstraßén, amelyet azonban a második világháborúban elpusztítottak. A Wertheim áruházlánc kiállítására megtervezte egy hálószoba berendezését, s ekkor került kapcsolatba a magyar származású Eugen Robert színházi vállalkozóval és rendezővel. A vállalkozó rábízta egy új színházi épület tervezését, amelyben fontos szerepet játszott a bielefeldi Sehring városi színház építésében szerzett tapasztalata. A szecessziós jegyeket magán viselő Hebbel Színház 1908-as befejezésével és megnyitásával Kaufmann ismertté vált a nyilvánosság előtt. A bremerhaveni Városi Színház új épületére kiírt pályázatra azonban csak akkor hívták meg, miután Max Littmann színházépítész kilépett a versenyből.
Azelőtt megnyert egy új operaházra kiírt pályázatot, amelyet Charlottenburgban terveztek felépíteni. A zsűrinek olyan elismert tagjai voltak, mint Max Liebermann és Otto March. Bár ez az épület soha nem valósult meg, Kaufmann az általa végrehajtott két tervvel színházi építészként híresült el. További színházi épületei a bécsi Józsefvárosban épült Wiener Stadttheater, amelynek mára csak a hátsó lakóépülete maradt meg, és a berlini Volksbühne, amelyet az évek alatt jelentősen átépítettek. Mindkét épület 1913–1914-ben készült el. 1913-ban tervezte meg az első olyan németországi épületet, amelyet kizárólag moziként használtak: az ablaktalan Cines-t, amelyet később a német filmvállalat, az UFA használt.
A színházépítés mellett Kaufmann belsőépítészként is dolgozott. Számos ügyfele az irodalmi életből és az operavilágból került ki, köztük olyan prominens emberek, mint Siegfried Jacobsohn kiadó, Victor Hollaender zeneszerző, valamint a Berlini Filharmonikusok tulajdonosa és vezetője, Peter Landecker.

#### Együttműködés Eugen Stolzerrel
A bremerhaveni Városi Színház építése során Kaufmann már találkozott a fiatal magyar építésszel, Eugen Stolzerrel. Stolzer 1904 és 1908 között a Müncheni Műszaki Egyetemen tanult, 1909-ben elnyerte a Magyar Állami Építészeti Díjat és ösztöndíjasként tanult a párizsi École des Beaux-Arts-ban, majd 1910 és 1912 között Heinrich Straumer építésznek segített megtervezni Frohnau kertvárosát, amelynek kivitelezésében ő is részt vett. 1916-tól egyenrangú partnere lett Kaufmannnak, akinek addigra már számos tervet készített. Az 1930-as évek végéig dolgoztak együtt.

### Az első világháború és az 1920-as évek
Bár Kaufmannt magyar állampolgársága megmentette a besorozástól, és vezethette tovább építészeti irodáját, a háborús helyzet éreztette hatását. Ezekből az évekből származik a Freie Volksbühne akkori igazgatójának, Max Reinhardtnak kialakított balettszínház tervezése, bár nem világos, hogy valódi tervezetről van-e szó, vagy csupán fantáziaépületről.
Az 1920-as években Kaufmann tovább dolgozott magánügyfeleknél, és számos villát valósított meg Berlinben és a város környékén. A leglátványosabb épületek voltak a Villa einer jungen Dame (1922/1923) Berlin-Schmargendorfban, amely ugyan már jelentősen átépült, de a mai napig áll, és a Villa Konschewski a Hundekehlesee-n, Berlin-Grunewaldban, amelybe a megrendelő soha nem költözött be, és anyagi nehézségek miatt több lakásra osztották fel, de más formában megőrződött.
Az ő nevéhez fűződik az egykori Café Schottenhaml belső kialakítása a berlini Kemperplatzon is.
Az ebből az időszakból származó színházépületek között van aTheater am Kurfürstendamm, a Komödie és a Renassaince Theater, melyek még ma is állnak. Ennek az időszaknak a legfontosabb épülete azonban továbbra is a Krolloper, amelyen Kaufmann 1920-tól, az első elkészült terv dátumától 1929-ig dolgozott, amikor a kertek elkészültek.

### Az 1920-as évek végi válság és az emigráció
Az 1920-as évek végi nagy gazdasági világválság nem hozta Kaufmannt olyan katasztrófahelyzetbe, mint sok kollégáját, s továbbra is kapott megrendeléseket különböző felújításokra és bővítésekre, de érezhetően csökkentek a bevételei. A nácik hatalomra kerülésével a helyzete jelentősen romlott. 1933 májusában munkatársa, Eugen Stolzer Palesztinába menekült, majd ugyanezen év szeptemberében Kaufmann is követte, s végül októberben családja is csatlakozott hozzá.
Palesztinát azért is választották, mert a moszkvai Habimah együttes, amely 1932-ben végleg Tel-Avivban telepedett le, színházat akart építeni. A megbízást eredetileg Erich Mendelsohn berlini építész kapta, aki azonban – megbízója szerint – túl kevés hajlandóságot mutatott a színház iránt. Ezért az együttes Kaufmannhoz fordult, aki elfogadta a szerződést. 
A Habimah Színház mellett Kaufmann mozit épített a haifai Hisztadrut szakszervezet számára és számos lakóépületet magánemberek részére. Ennek ellenére nem sikerült alapoznia berlini sikereire. Noha a hírnevét még mindig megőrizte, a palesztinai gazdasági helyzet nem tette lehetővé számára, hogy 1937 után több megbízást kapjon.

### Visszatérés Európába

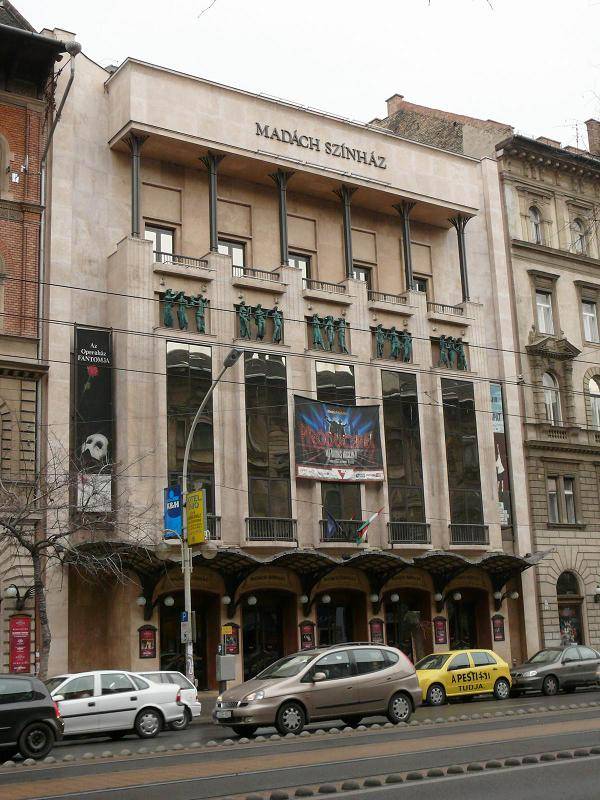
Madách Színház, Budapest

Ebben a helyzetben úgy döntött, hogy 1939-ben visszatér Európába. A barátai lehetővé tették, hogy utazzon, de a második világháború kitörése megakadályozta abban, hogy belépjen Nagy-Britanniába. Ugyanakkor Nagy-Britannia korlátozó bevándorlási törvényei lehetetlenné tették számára azt is, hogy visszatérjen Palesztinába. 1940 szeptemberéig Bukarestben tartózkodott, azonban Ion Antonescu fasiszta rezsimje által, a zsidó lakosságra gyakorolt nyomás arra kényszerítette, hogy Magyarországra költözzön. Az itteni zsidók helyzete jobbnak volt mondható, mint a környező országokban élőké, de felesége nem élte túl ezeket az éveket, 1943 januárjában meghalt. Kaufmann túlélte az 1944 májusában kezdődő deportálásokat, de bevétele nem volt, ezért nélkülözött és a barátai támogatásától függött. Pénzügyi helyzete a háború vége után is alig javult.

### Az utolsó évek
1947-ben a Tildy Zoltán vezette magyar kormány úgy döntött, hogy 25 művész számára, akik elmúltak hatvanévesek, 1946. augusztus 1-jétől állami nyugdíjat biztosít, így az ekkoriban már 74. életévét betöltött Kaufmann is részesült benne. 1949 januárjától a Budapesti Városépítési Tervező Irodánál (BUVATI) folytathatta munkáját.
1956-ban bekövetkezett haláláig a Magyar Állami Operaház felújításán dolgozott, illetve közreműködött az Erkel Színház belső átépítésében. Utolsó munkájának, a Madách Színház új épületének befejezését azonban nem élte meg, 83 évesen Budapesten elhunyt.

## Fordítás
- Ez a szócikk részben vagy egészben  az   Oscar Kaufmann című német Wikipédia-szócikk ezen változatának fordításán alapul.  Az eredeti cikk szerkesztőit annak laptörténete sorolja fel. Ez a jelzés csupán a megfogalmazás eredetét és a szerzői jogokat jelzi, nem szolgál a cikkben szereplő információk forrásmegjelöléseként.